# Лоренцијум
Лоренцијум (Lr, лат. lawrencium) синтетички је хемијски елемент, из групе актиноида са атомским бројем 103. Име је добио по презимену физичара Ернеста Лоренца, оснивачу циклотрона, уређаја који је кориштен за откривање многих вештачких радиоактивних елемената.
Име је добио по презимену физичара Ернеста О. Лоенса, изумитељу циклотрона, уређаја који се користио за откриће многих вештачких радиоактивних елемената. Радиоактивни метал, лоренцијум је 11. трансуранијски елемент а такође и последњи члан серије актиноида. Као и сви елементи са атомским бројем већим од 100, и он се може добити само у убрзивачу честица путем бомбардовања наелектрисаним честицама лакших елемената. До данас је познато 12 изотопа лоренцијума, међу којима је најстабилнији 266Lr са временом полураспада од 11 сати, док се изотоп 260Lr нешто краћег животног века (време полураспада од 2,7 минута) много више користи у хемији јер се може произвести у много већим количинама.
Хемијски експерименти су потврдили да се лоренцијум доиста понаша као тежи хомолог елемента лутецијума у периодном систему елемената, те је тровалентни елемент. Стога би се такође могао класификовати и као први прелазни метал 7. периоде. Међутим, очекује се да је његова електронска конфигурација донекле аномална за његово место у периодном систему, јер има конфигурацију  уместо конфигурације  какву има његов хомолог лутецијум. Ово значи да би лоренцијум могао бити мање волатилан него што би се то очекивало на основу његовог места у периодном систему, те би се његова волатилност могла упоредити са оном код олова.
Током 1950-их па све до 1970-их, постојале су многобројне тврдње из лабораторија из Совјетског савеза и САД о успешном синтетисању елемента 103 различите стабилности. Прво откриће и част за доделу имена новом елементу били су предмет спора између совјетских и америчких научника, све док IUPAC није одредио име лоренцијум као званично те част открића дао америчком тиму научника, што је 1997. године промењено, те су оба тима поделила част открића елемента, али је име елемента остало непромењено.

## Особине

### Физичке
Лоренцијум је посљедњи члан серије актиноида, а понекад се сматра и елементом из 3. групе, заједно са скандијумом, итријумом и лутецијумом, јер се очекује да му његова попуњена f-љуска даје особине прелазних метала 7. периоде. У периодном систему елемената, он се налази десно од актиноида нобелијума, а лево од 6d прелазног метала радерфордијума, те испод лантаноида лутецијума с којим дели многе физичке и хемијске особине. Очекује се да је лоренцијум у чврстом стању под нормалним условима и сматра се да има хексагоналну густо паковану кристалну структуру ( = 1,58), сличну свом лакшем конгенеру лутецијуму, мада то још није поуздано доказано експериментима.
Енталпија сублимације лоренцијума се процењује на 352 −1, што је блиска вредност као и код лутецијума, што снажно сугерира да је метални лоренцијум тровалентан са делокализираним електронима 7s и 7p1/2 (или 6d), што је блиско предвиђањима из систематске екстраполације вредности топлоте испаравања, модула еластичности и атомске запремине суседних елемената лоренцијума. Конкретно, очекује се да је лоренцијум тровалентни сјајни метал, који се лако оксидује на ваздуху, као и у присуству водене паре и киселина, те има атомску запремину сличну лутецијуму и тровалентни метални радијус од 171 . Такође се предвиђа да има тачку топљења на око 1900  (1627 °), што није велика разлика од вредности за лутецијум (1925 ).

### Хемијске
Амерички научник Глен Т. Сиборг, који је осмислио концепт актиноида којим елементи од атомског броја 89 (актинијум) до елемента 103 формирају серију хомологну серији лантаноида од елемента 57 (лантан) до 71, предвидео је 1949. године да би елемент 103 (лоренцијум) могао бити посљедњи члан ове серије те да би јон Lr3+ требао бити толико стабилан попут јона Lu3+ у воденим растворима. Тек неколико деценија касније, елемент 103 је успешно синтетисан те су ова предвиђања и експериментално потврђена.
Студије проведене са овим елементом 1969. показале су да лоренцијум реагује са хлором дајући производ који би највероватније могао бити трихлорид LrCl3. Сматра се да би његова волатилност могла бити слична као и код хлорида киријума, фермијума и нобелијума, а много мања него код радерфордијум хлорида. Хемијске студије 1970. извршене са 1500 атома изотопа 256Lr, успоређивале су га са двовалентним, тровалентним и четворовалентним елементима. Пронађено је да се лоренцијум коекстрахира са тровалентним јонима, али је кратко време полураспада изотопа 256 потврдило предвиђање да се он издваја пре јона 3+ у секвенци елуције. Лоренцијум се јавља као тровалентан јон Lr3+ у воденим растворима и стога би његова једињења требала бити слична као она код других тровалентних актиноида: на пример, лоренцијум(III) флуорид (LrF3) и хидроксид (Lr(OH)3) би требали бити нерастворљиви у води.
Због контракције актиноида, јонски радијус 3+ би требао бити мањи од 3+, те стога би се требао издвајати пре Md3+ уколико се као елуант користи амонијум α хидроксиизобутират (амонијум α-HIB). Каснији експерименти из 1987. на дуговечнијем изотопу 260 потврдили су да је лоренцијум тровалентан и да се елуира угрубо на исто место као ербијум, те је пронађено да је јонски радијус лоренцијума (88,6 ± 0,3) , већи него што је очекивано путем једноставне екстраполације из периодних трендова. Експерименти из 1988. са више атома лоренцијума су детаљније одредили ову вредност на (88,1 ± 0,1)  и израчунали вредност енталпије хидрације на −(3685 ± 13) −1. Такође указано је на чињеницу да је контракција актиноида на крају серије актиноида већа него аналогна контракција лантаноида, са изузетком последњег актиноида, лоренцијума. Претпоставља се да би разлог за то могли бити релативистички ефекти.
Претпоставља се да су 7s електрони релативистички стабилизовани, тако би у условима редукције, били јонизовани само 7p1/2 или 6d електрони, што би довело до једновалентног Lr+ јона. Међутим, сви експерименти да се редукује јон Lr3+ до 2+ или + у воденом раствору, били су неуспешни. На основу овог, израчунат је стандардни електродни потенцијал од пара  који је мањи од −1,56 , што указује да постојање Lr+ јона у воденом раствору није могуће. Горња граница пара  се процењује на 0,44 : вредности за  и  претпостављене су да износе −2,06  и +7,9 . Стабилност групе оксидацијских стања у 6d прелазној серији је највиша за лоренцијум, те се смањује редом Lr3+ > 4+ > 5+ > 6+.

### Изотопи
Познато је дванаест изотопа лоренцијума, са масеним бројевима од 252 до 262, те 266. Сви изотопи су радиоактивни. Осим њих, познат је и један нуклеарни изомер са масеним бројем 253. Изотоп са најдужим веком је 266Lr, има време полураспада од 11 сати и један је од најдуговечнијих супертешких изотопа који су до данас познати, што сугерише да се налази на обали „острва стабилности” супертешких језгара. Међутим, у хемијским експериментима обично се користе изотопи краћег века, јер се 266Lr тренутно може произвести само као коначни производ распада још тежих елемената који се тешко могу синтетисати. Овај изотоп пронађен је 2014. године у ланцу распада изотопа тенесина-294.
Изотоп 256 (време полураспада 27 ) се користио у првим хемијским студијама о лоренцијуму. Данас се у ове сврхе обично користи изотоп 260Lr са нешто дужим временом полураспада (2,7 минута). После изотопа 266Lr, изотопи са најдужим временима полураспада су 262Lr (3,6 ), 261Lr (44 ), 260 (2,7 ), 256Lr (27 ) и 255Lr (22 ). Сви остали изотопи лоренцијума имају времена полураспада краћа од 20 секунди, а најкраће међу њима има изотоп 252Lr, чије време полураспада износи само 390 ms. Међутим, за још неоткривене изотопе са масеним бројевима од 263 до 265 очекује се да имају дужа времена полураспада (263, 5 ; 264 и 265Lr, 10 ). Времена полураспада изотопа лоренцијума се углавном равномерно повећавају идући од 252 до 266Lr, уз одређени пад од изотопа 257 до 259.